# 平氏政権
平氏政権（へいしせいけん、旧字体：平󠄁氏政權）は、平安時代末期（1160年代 - 1185年）における日本の武家政権。創始者平清盛を中心とする伊勢平氏#正盛流(平家)による政権であった。
清盛の館が京都の六波羅にあったことから、六波羅政権（ろくはらせいけん）ともいう。

## 概説
以前、学界では平氏政権を貴族政権的な性格が強いとする見解が主流であったが、1970年代・1980年代頃からは、平氏政権が地頭や国守護人を設置した事実に着目し、最初期の武家政権とする見解が非常に有力となっている。
平氏政権の成立時期については、仁安2年（1167年）5月宣旨を画期とする見解と、治承三年の政変（1179年）の時点とする見解とが出されている。前者の宣旨は平重盛へ東山・東海・山陽・南海諸道の治安警察権を委ねる内容であり、源頼朝による諸国の治安維持権を承認した建久2年（1191年）3月新制につながるものと評価されており、武家政権の性格を持つ平氏政権がこの宣旨によって成立したとする見方である。一方、後者は、治承三年の政変の際に平氏勢力が従来の国家機構の支配権を掌握したことを重視している。一般的に平氏政権は12世紀中期から段階的に成立したのであり、仁安2年5月宣旨を大きな画期としつつ、治承三年の政変により平氏政権の成立が完了したものと考えられている。

## 歴史

### 前史
平氏政権に至る基盤形成は、白河院政期に遡る。平正盛は、桓武平氏貞盛流の伊勢平氏に出自し、その父の正衡までは軍事貴族の中でもそれほど有力な一族ではなかったが、永長2年（1097年）伊賀国の所領を六条院（白河上皇の娘・郁芳門院の御堂）に寄進して鞆田荘を成立させた。正盛は預所となり、周辺の東大寺領も取り込んで立荘するなど、白河の政治権力を後ろ盾に東大寺や国衙の支配を除去して実質的な土地所有に成功した。立荘の背景には、東大寺や国衙の支配と収奪を逃れようとする田堵農民層と、自らの所領の拡大・安定を狙った正盛の間に利害の一致があったと考えられる。正盛は自らに服従した田堵を郎等・家人にして、武士団を形成していった。
一方、白河上皇も権力維持のために、正盛の武力を必要としていた。当時の白河は院領が少なく、直属武力もほとんどなかった。しかも、白河に対抗する勢力として、異母弟・輔仁親王や摂関家を始めとする伝統的貴族が存在し、田堵農民層を神人・寄人に組織して巨大化した寺社勢力の圧力も熾烈だった。これらの諸勢力を抑えて国政の主導権を確保するため、白河は自らの手足である院近臣や親衛隊ともいえる北面武士を、受領・太政官・兵衛府・衛門府などの公的機関に強引に送り込んでいった。
このような情勢の中で北面武士になった正盛は、出雲で源義親の濫行が起こると、嘉承2年（1107年）12月19日、追討使に抜擢される。翌年正月には早くも義親の首を携えて華々しく凱旋し、白河は正盛を但馬守に任じた（ただし、その後も義親生存説が根強く残る）。これを契機に北面武士の規模は急激に膨張し、元永元年（1118年）延暦寺の強訴を防ぐため賀茂河原に派遣された部隊だけで「千余人」に達したという（『中右記』）。正盛は主に、北面武士・検非違使・追討使といった国家権力の爪牙として活躍するが、各地の受領も歴任した。当時、国衙は在地領主・田堵農民層との闘争でその支配体制が危機に瀕していたため、武力による補強が求められていた。
正盛の子・忠盛も父の路線を継承して、院政の武力的主柱となった。その役割は鳥羽院政期となっても変化はなく、牛馬の管理・御幸の警護を行う院の武力組織の中核ともいえる院御厩（いんのみうまや）の預（あずかり）となった。鳥羽院政期になると荘園整理が全く実施されなくなったため、各地で荘園は爆発的に増加した。忠盛も受領として荘園の設立に関与し、院領荘園の管理も任されるようになった。肥前国神埼荘の預所となった忠盛は、大宰府の関与を排除して日宋貿易にも直接介入するようになった。
この頃、日宋貿易につながる海上交通ルート・瀬戸内海は、海賊の跋扈が大きな問題となっていた。これらの海賊は、有力な在地領主、神人・供御人の特権を得た沿岸住民などが経済活動の合間に略奪しているケースが多く、国衙の力だけでは追討が困難だった。鎮圧するには強力な武士の棟梁を追討使にする他に手はなく、忠盛に白羽の矢が立てられる。忠盛は海賊追討に成功するが、降伏した海賊（在地領主）を自らの家人に組織化した。忠盛は他の院近臣受領と同じく院への経済奉仕に励む一方で、荘園の預所・受領・追討使の地位を利用して在地勢力を自らの私兵に編成するなど、武士団の増強も怠らなかった。これは院の権威のみを頼みとする通常の院近臣とは、決定的に異なる点だった。
浴び3年（1153年）忠盛が没したとき、藤原頼長は「数国の吏を経、富巨万を累ね、奴僕国に満ち、武威人にすぐ」（『宇槐記抄』）と評したが、これは平氏の実力の大きさを物語っている。忠盛の築いた経済的・軍事的基盤は、子の清盛に継承された。

### 形成期
保元元年（1156年）、治天の君及び摂関の座をめぐる対立が激化し、保元の乱が発生した。この乱で清盛は後白河天皇に味方し、その武功により播磨守となった。その後、政治を主導する信西と後白河院政派（藤原信頼・藤原成親・源師仲）・二条親政派（藤原経宗・藤原惟方）の対立が激しくなり、3年後の平治元年（1159年）に平治の乱が起こった。信頼は源義朝を配下につけて、信西を自殺へ追い込むことに成功したが、二条親政派の裏切りと清盛の反撃に遭い、あえなく敗北し処刑された。
平治の乱後の永暦元年（1160年）、清盛は正三位参議に補任され、武士として初めて公卿（政治決定に参与する議政官）となった。保元・平治両乱は政治抗争が武力で解決されることを示した歴史的な事件だった。乱後、後白河上皇と二条天皇の対立はしばらくの小康状態を経て再燃するが、武士で最大の実力者となっていた清盛は室の時子が二条の乳母であったことから、天皇の乳父として後見役の地位を得て検非違使別当・中納言となった。その一方で後白河院庁別当として後白河への奉仕も怠らず、両派の争いに巻き込まれないように細心の注意を払った。時子の妹・平滋子（建春門院）が後白河の皇子・憲仁親王（後の高倉天皇）を出産すると、平時忠・平教盛らはその立太子を画策したことで二条の逆鱗に触れて解官、後白河院政は停止された。ここに至り、清盛は院政派の反発を抑えるため皇居の警護体制を整えるなど、二条支持の姿勢を明確にした。さらに関白近衛基実を娘の盛子の婿に迎え、摂関家にも接近する姿勢をとった。
永万元年（1165年）に二条天皇が崩御した。前後して前関白藤原忠通（1164年　薨去）、太政大臣藤原伊通（1165年薨御）、摂政近衛基実（1166年薨去）など、政治の中心人物たちが相次いでこの世を去った。清盛は院近臣の昇進の限界とされていた大納言となり女婿の基実を補佐していたが、基実が急死して後白河院政が復活すると「勲労久しく積もりて、社稷を安く全せり。その功、古を振るにも比類少なければ、酬賞無くてやは有るべき」という理由で仁安元年（1166年）に内大臣へ昇進した。大臣に昇進できたのは摂関家（中御門流・花山院流も含む）・村上源氏・閑院流に限られていて、清盛の昇進は未曽有のものだった。なお翌年には太政大臣となるが、太政大臣はすでに実権のない名誉職となっていて、清盛は僅か3ヵ月で辞任している。
この時期の清盛の出世について「当時の貴族社会の中では清盛を白河上皇の落胤とする説が信じられており、このことが清盛の異例の昇進に強く影響した」という説もある。一方、橋本治はこれについて憲仁親王が立太子の式を挙げた場所が摂関家の正邸・東三条殿であったことに注目し、東三条殿の当時の所有者が清盛の娘の盛子であった（基実はこの立太子式の3ヶ月前に薨去）ことが強く影響したという説を立てている。橋本によれば、清盛はこの状況を奇貨として滋子の生んだ皇子の養母を「先の摂政の未亡人」である盛子に引き受けさせ、「東宮の養母の父親」である清盛が内大臣や太政大臣に出世する口実としたとされる（橋本2006:22-24）。

### 全盛期
仁安3年（1168年）、六条天皇が退位して憲仁親王が即位した（高倉天皇）。高倉の即位は、清盛だけでなく、安定した王統の確立を目指していた後白河も望んでいたものであり、後白河と清盛は利害をともにする関係にあったといえる。この時期まで後白河と清盛の関係は良好であった。清盛の家系は、代々院に仕えることで勢力を増してきたのであり、清盛も後白河の院司として精力的に貢献を重ねてきた。応保2年（1162年）、後白河が日宋貿易の発展を目論んで摂津の大輪田泊を修築した際、清盛は隣接地の福原に日宋貿易の拠点として山荘を築いているが、このことは、後白河と清盛が共同して日宋貿易に取り組んでいたことを示している。
清盛は、若い頃から西国の国司を歴任し、父から受け継いだ西国の平氏勢力をさらに強化していた。大宰大弐を務めた時は日宋貿易に深く関与し、安芸守・播磨守を務めた時は瀬戸内海の海賊を伊勢平氏勢力下の水軍に編成して瀬戸内海交通の支配を強めていった。こうして涵養した実力を背景として、清盛は後白河と深く結びついていた。
また、基実が薨去した際、清盛は摂関家が蓄積してきた荘園群を基実の正室・盛子に伝領させた。これにより清盛は厖大な摂関家領を自己の管理下へ置くことに成功した。摂関家を嗣いだ基房は平氏による押領だと非難したが、この事件は摂関家の威信の低下を如実に表しており、清盛一族は大きな経済基盤を獲得した。
以上に見るように、政治世界における武力が占める比重の増加、後白河と清盛の強い連携、後白河と滋子の関係、高倉の即位、清盛の大臣補任、日宋貿易や集積した所領（荘園）に基づく巨大な経済力、西国武士や瀬戸内海の水軍を中心とする軍事力などを背景として、1160年代後期に平氏政権が確立した。
この時期、後白河は院政の強化を図っており、清盛の長男・平重盛に軍事警察権を委任し、東海道・東山道・山陽道・南海道の追討を担当させた。また、内裏の警備のために諸国から武士を交替で上京させる内裏大番役の催促についても、清盛が担うようになっていた。こうした動きは、院と深く連携して院政の軍事警察部門を担当することを平氏政権の基盤に置くものであり、その中心には重盛がいたが、その一方で清盛は、西国に築いた強固な経済・軍事・交通基盤によって、院政とは独自の路線を志向するようになっていたと考えられている。
仁安3年（1168年）に清盛は出家した。政界から引退して福原の山荘へ移り、日宋貿易および瀬戸内海交易に積極的に取り組み始めた。後白河も清盛の姿勢に理解を示し、嘉応元年（1169年）から安元3年（1177年）まで毎年のように福原の山荘へ赴いた。嘉応2年（1170年）後白河は福原山荘にて宋人と対面しているが、これは当時、宇多天皇の遺誡でタブーとなったとされていた行為であり、九条兼実は「我が朝、延喜以来未曽有の事なり。天魔の所為か」（『玉葉』）と驚愕している。同年に藤原秀衡が鎮守府将軍になるが、日宋貿易の輸出品である金の貢納と引き換えに任じられたと推測される。これについても兼実は「夷狄（いてき）」の秀衡を任じたことは「乱世の基」であると非難しているが、これらの施策により日宋貿易は本格化していった。
承安元年（1171年）、清盛は娘の徳子（建礼門院）を高倉天皇の中宮とした。清盛一族と同様に、建春門院に連なる堂上平氏（高棟流）も栄達し、両平氏から全盛期には10数名の公卿、殿上人30数名を輩出するに至った。『平家物語』によれば、平時忠は「平家一門でない者は人ではない（この一門にあらざれば人非人たるべし）」と放言したと伝えられている。

### 動揺期
長らく続いた後白河と清盛の良好な関係は、安元2年（1176年）の建春門院の死によって大きな変化が生じ始めた。後白河の寵愛する建春門院は、後白河と清盛の関係をつなぐ重要な存在であったが、その死は、両者間に蓄積していた対立点を顕在化させることとなった。
高倉天皇は成人して政治への関与を深めていたが、後白河も院政継続を望んでいたため、高倉を擁する平氏と後白河を擁する院近臣の間には人事を巡って鋭い対立が生じていた。院近臣の藤原定能・藤原光能が蔵人頭になったことに対抗して、平氏側からは重盛・宗盛がそれぞれ左大将・右大将になるなど、しばらくは膠着状態が続いた。後白河は福原を訪れて平氏との関係修復を模索するが、ここに突然、新たな要素として延暦寺が登場する。加賀守・藤原師高の目代であり弟である藤原師経が白山の末寺を焼いたことが発端で、当初は目代と現地の寺社によるありふれた紛争にすぎなかったが、白山の本寺が延暦寺であり、師高・師経の父が院近臣の西光だったため、中央に波及して延暦寺と院勢力との全面衝突に発展した。この強訴では、重盛の兵が神輿を射るという失態を犯したことで延暦寺側に有利に事が運び、師高の配流・師経の禁獄で一旦は決着する。
安元3年（1177年）4月には、大内裏・大極殿・官庁の全てが全焼する大火が発生した（太郎焼亡）。この大火は後白河に非常に大きな衝撃を与えた。このような中で延暦寺への恨みを抱く西光は後白河に、天台座主・明雲が強訴の張本人であり処罰することを訴えた。明雲は突如、座主を解任されて所領まで没収された上、伊豆に配流となった。激怒した延暦寺の大衆が明雲の身柄を奪回したため、ここに延暦寺と院勢力との抗争が再燃することになった。後白河は清盛に延暦寺への攻撃を命じるが、清盛自身は攻撃に消極的であり、むしろ事態を悪化させた後白河や西光に憤りを抱いていた。延暦寺攻撃直前の6月1日、多田行綱が、京都郊外の鹿ヶ谷で成親、西光、俊寛ら院近臣が集まり平氏打倒の謀議をしていたと密告した。清盛は関係者を速やかに斬罪や流罪などに処断した（鹿ケ谷の陰謀）。陰謀が事実であったかは定かでないが、これにより清盛は延暦寺との望まぬ軍事衝突を回避することができ、後白河は多くの近臣を失い、政治発言権を著しく低下させてしまった。また、成親と婚姻関係を結び、一貫して盟友関係にあった重盛の平氏政権後継者としての地位は、彼が清盛の現在の正室であった時子の所生ではないこともあって、動揺することになる（重盛は清盛最初の正妻であった高階基章の娘の所生）。
清盛は、後白河との関係を放棄する一方で高倉天皇との関係を強化し、高倉もまた後白河院政からの独立を志向し、翌治承2年（1178年）、両者は連携して新制17条を発布した。同年には中宮・徳子が高倉の皇子・言仁親王（後の安徳天皇）を出産、同親王は生後1月で皇太子に立てられた。
治承3年（1179年）重盛と盛子が相次いで死去すると、後白河は関白基房と共謀し、清盛に無断で重盛の知行国（越前）と盛子の荘園を没収した。特に盛子の所領は高倉が相伝することが決まっていたため、高倉・清盛側と後白河側の対立は悪化の一途をたどった。11月14日清盛は福原から上京すると、基房・師家父子を手始めに、藤原師長以下39名（公卿8名、殿上人・受領・検非違使など31名）を解官、後白河も鳥羽殿へ幽閉した。これは事実上、軍事力による朝廷の制圧であり後白河院政は完全に停止された。以後、平氏政権はますます軍事的な色彩を強めていく。この治承三年の政変をもって、武家政権としての平氏政権が初めて成立したとする見解もある。従前の高官に代わって平氏一族や親平氏的貴族が登用され、また知行国の大幅な入れ替えもあって中央・地方の両面において平氏一門を中心とする軍事的な支配体制が強化していった。
同年の平氏一門の知行国25か国、国守29か国にのぼり、平氏の勢力基盤の西国のみならず、東国にも平氏政権の勢力が及ぶこととなった。平氏の荘園は500余箇所だったとされているが、平氏は本家などといった最上位の領主として荘園を支配したのではなく、領家や預所といった職で荘園管理に当たっていた。平氏政権は、各地の武士を系列化したり、家人の武士を各地へ派遣し、知行国においては国守護人、荘園においては地頭と呼ばれる職に任命して現地支配に当たらせた。ただし、こうした現地支配の形態は、関係史料が少ないため明らかでない部分もあるが、平氏支配地に一律で適用されたのではなく、武士による支配を模索する中で現れたに過ぎないとされている。これは後の鎌倉幕府による本格的な武家政権支配と比較すると、御家人制度のように確立されたものでもなく未熟なものだったといえるが、武士を通じた支配ネットワークを構築したことは従前の貴族政権には見られない画期的なものとされ、ゆえに学界では発現期の武家政権であるとする評価が主流となっている。なお、清盛が置いた国守護人・地頭は、鎌倉期におけるの守護・地頭の祖形だと考えられている。
治承4年（1180年）2月、高倉天皇は言仁親王に譲位（安徳天皇）、平氏の傀儡としての高倉院政が開始された。清盛が先のクーデターを起こし得た要因の1つとして、言仁親王の誕生によって清盛自らが治天の君（高倉天皇→高倉上皇）と今上（言仁親王→安徳天皇）を擁立することが可能になったことが挙げられ、この譲位によって平家は単なる軍事的・警察的な側面で朝廷に奉仕する権門から、皇位継承に直接関与できる権力集団へと上昇することができ、名実と共に武家政権として確立されたとする見解もある。
平氏は軍事貴族の枠を超えて政治の実権を掌握したが、後白河の幽閉は多くの反対勢力を生み出し、高倉院政もクーデターで成立した政権であるため平氏の軍事力に支えられている面が大きく、その正統性に疑問があった。さらに新しく平氏の知行国となった国では、国司と国内武士の対立が発生するなど、平氏政権は極めて脆弱な基盤に載っていたといえる。

### 衰退・消滅期
清盛は高倉院政の開始に当たって、高倉とともに安芸国厳島への社参を行った。しかしこれは、代替わりに石清水八幡宮・賀茂神社へ社参するという慣例に反するものであり、園城寺・興福寺などは一斉に清盛へ反抗の姿勢を見せ始めた。反清盛の気運が高まる中、治承4年（1180年）4月には以仁王（後白河の第 3皇子）が平氏追討の令旨を発し、源頼政と結んで挙兵した。しかし清盛は迅速に対応し、平氏軍は以仁王と頼政をすぐに敗死へ追い込んだ。しかし叛乱に興福寺や園城寺などの有力寺院が与したことから、清盛は平氏にとって地勢的に不利な京都からの遷都を目指して福原行幸を決行した。
ところが高倉上皇が平安京を放棄しない意向を示すなど、この遷都計画は貴族らに極めて不評であり、朝廷内部に清盛への反感が募っていった。さらに、以仁王の令旨を受けて、東国の源頼朝、木曾義仲、武田信義らが相次いで反平氏の兵を挙げ、さらに多田源氏、美濃源氏、近江源氏、河内国の石川源氏、九州の菊池氏、紀伊熊野の湛増、土佐国の源希義らも反平氏の行動を始めていた。こうした反平氏の動きの背景には、平氏が現地勢力を軽視して自らの家人や係累を優先して平氏知行国や平氏所領の支配に当たらせていたことへの反発があった。特にクーデターで国司が交代した上総・相模では、源頼朝の下に武士たちが瞬く間に集結して一大勢力を形成しており、清盛は孫の維盛に追討軍を率いさせたが、富士川の戦いであえなく敗走してしまった（そもそも頼朝の挙兵自体が、以仁王の乱後の処分に関係した伊豆における国司の交代による混乱に乗じたものであった）。
福原への行幸以降、貴族の不満も高まり、高倉上皇の健康が悪化していくなか、重盛に代わって嫡子となった宗盛が公然と還都を唱えて父との激論を引き起こし、親平氏派の延暦寺（彼らは園城寺や興福寺と敵対関係にあったが、遷都には不満を抱いていた）などからの要望を契機として、福原行幸から半年後の11月、清盛は福原から京へ戻った。翌12月、園城寺・興福寺などが反平氏の挙兵を行ったため、清盛は断固とした態度で臨み、知盛率いる軍は園城寺を焼き払い近江源氏を撃破、重衡率いる軍も南都（奈良）の諸寺を焼き払って荘園を没収した（南都焼討）。これにより畿内周辺の叛乱はひとまず沈静化した。
治承5年（1181年）1月、高倉上皇が崩御し、後白河院政が再開されたが、畿内に臨時の軍政を布くべしという高倉の遺志に基づいて、清盛は嫡子の宗盛を畿内周辺を直接管領する惣官に任じた。この惣官職は、畿内近国を軍事的に直轄支配することを目的に設置されたもので、平氏政権の武家政権としての性格を如実に表しており、平氏政権が本格的な武家政権へ成長していく可能性をここに見出しうると、学界では考えられている。清盛はこれにより京の富裕層から兵粮を徴収すると同時に、伊勢周辺の水軍に動員をかけて、反平氏勢力の追討に意欲を燃やしていたが、同年閏2月に熱病で急死し、平氏政権は大きな打撃を受けた。
清盛の死後、跡を継いだ宗盛は後白河との融和路線を採り、各地の叛乱も平氏の反撃と養和の大飢饉で小康状態となった。しかし、寿永2年（1183年）7月に木曾義仲の軍が北陸から一気に京へ進軍すると、義仲軍に主力を壊滅させられていた平氏は、ついに安徳天皇を伴って京を脱出し大宰府に下向するが、豊後の武士・緒方惟栄に撃退され屋島にたどり着いた。この時点で平氏政権は、貴族社会に形成してきた基盤を捨て、西国の地方政権へと転落した。後白河は平氏と行動を共にせず、京に残って孫の後鳥羽天皇を即位させたが、これにより天皇が2人存在するという未曽有の事態となった。
平氏は、西国の勢力を再編成して軍の再建を進め、瀬戸内沿岸で義仲軍を徐々に押しやり、寿永3年（1184年）1月に義仲が鎌倉軍（源範頼・源義経軍）に滅ぼされる頃には福原を回復するまでに至っていた。平氏は、後白河の仲介による京への復帰を目指していたが、後白河にすれば平氏が政権に復帰することになれば再び院政停止・幽閉となる危険性があり、和平はありえなかった。平氏は半ば騙し討ちを受けた形で一ノ谷の戦いに敗北し、西下していった。
その後、平氏は西国の諸勢力を組織して戦争に当たっていたが、元暦2年（1185年）3月、関門海峡での最終決戦（壇ノ浦の戦い）で義経軍に敗れて滅亡し、平氏政権は名実ともに消滅した。

## 意義と評価
平氏政権は、今日では日本史上初の武家政権と考えられている。
『平家物語』や『愚管抄』など同時代の文献は、平氏滅亡後に平氏政権に抑圧されてきた貴族社会や寺社層の視点で描かれてきたものが多い。従って、後白河法皇が自己の政権維持のために平氏を利用して、高い官職を与え知行国を増やさせてきたという経緯や当時の社会問題に対する貴族社会の対応能力の無さという点には触れず、清盛と平氏一門がいかに専横を振るい、「驕れる者」であったかを強調している。そのため、以後の歴史書もこの歴史観に引きずられる形で「平氏政権観」を形成していった。
こうした背景を受けて以前の学界では、平氏政権が貴族社会の中で形成されたことに着目して、武家政権というよりも貴族政権として認識されていた。貴族社会の官職に依存していること、院政と連携して政策推進を行っていたこと、などがその理由である。そのため、平氏政権は、武士に出自しながら旧来の支配勢力と同質化してしまったと批判されたのに対し、在地領主層 ＝ 武士階級から構成される鎌倉幕府は、旧来の支配階級を打倒した画期的・革新的な存在だとして、階級闘争史観などにより高く評価されていた。こうした歴史像に基づく記述が、21世紀初頭まで一部の辞書などに残存していた。
しかし、1970年代 - 1980年代頃から、史料に基づく実証的な研究が進んでいくと、平氏政権も鎌倉幕府に先立って武家政権的な性格を呈していたことが判明するようになった。史料によれば、平氏政権は支配地域の勢力を武士として系列化し、知行国・荘園に国守護人・地頭などといった従来あまり見られなかった職を置いて、半軍事的な支配を進めた。関係史料が少ないため、平氏政権における国守護人・地頭の設置とそれに伴う支配の深化がどれほど進んでいたかは、必ずしも明らかとなっていないが、学界では、これら国守護人・地頭は、後の鎌倉幕府における守護・地頭の先駆的な存在だと考えるようになっている。また治承5年（1181年）に設置した畿内惣官職や諸道鎮撫使は、これもその職能の詳細は不明な点もあるが、数か国にわたる広い領域を軍事的に直轄支配するものと見られており、特に畿内惣官職は征夷大将軍と同様の性格を見出しうるとする見解もある。このように、平氏政権は従来の貴族政権と異なり、武力に大きな基盤を有していたことが明らかとなり、学界では日本最初の武家政権とするのが通説となっている。そのため、元暦2年（1185年）滅亡することがなければ、平清盛の政権は鎌倉幕府とはまた違った、西国を中心とした独自の武家政権へ成長したのではないかとの可能性も指摘されている。
また、武士の起源を在地領主層に求める従来の歴史学会の見解も、1970年代以降の研究では軍事貴族層を武士の起源とする新たな見方が生まれている。そういった見解からは、平氏は元より貴族であり、旧来の支配勢力と同質化した訳ではなく、旧来の支配層の中から軍事貴族たる平氏が台頭したと言えるのである。
また、日宋貿易に支えられた平氏政権を10世紀朝鮮半島の張保皐・弓裔・甄萱・王建らと比較し、唐王朝の滅亡と私貿易の拡大によってもたらされた政治・社会の変動が、旧来の出入国・貿易統制（公式の使者以外の往来を禁止・制限する「渡海制」）がある程度維持された日本では、地理的条件と商工業の遅れもあって2世紀以上遅れて到達し、平氏政権の成立をもたらしたとする見方もある。
平氏政権は清盛という一個人に大きく依存しており、清盛の死から数年のうちに瓦解に至った。また、前述したように、後白河との良好な関係に依存するところも大きかった。院政期は律令制に代わり、院を頂点とした主従制的関係が形成され、官職や土地を恩給として臣下に与えて奉仕させるようになり、知行国・荘園制度が確立していった時期だった。保元の乱で摂関家が事実上壊滅し、平治の乱で源義朝などの有力武士が淘汰されると、平氏の勢力は他より突出することになった。
治承三年の政変により平氏政権は完成されたかに見えたが、それは平氏と反対勢力の全面衝突をもたらした。平氏の軍制の欠陥は、直属部隊が伊勢・伊賀の重代相伝の家人や「私郎従」と呼ばれる諸国の特定武士だけで、兵の大部分を公権力の発動によって動員する形態を採っていたことにある。都落ちして平氏追討宣旨が下された時点で、平氏に従う兵は僅かになっていた。安徳天皇を擁していてもその即位はクーデターによるものであり、平氏が自己の立場を正当化することは困難だった。更に清盛が出家・隠退の後、後継者である重盛の下に一部の重代相伝の家人が集まるようになり、重盛も平氏政権の基盤強化のために源氏の影響力が強い東国武士の郎従化に努めていたが、鹿ケ谷の陰謀後の重盛の没落と急死、それに伴う宗盛への嫡流の交替はこうした重盛傘下の兵力を平氏の軍制の中枢から排除することとなり、弱体化した軍制の再構築を終えないうちに源頼朝の挙兵を迎える結果となった。

## 家人
平氏の家人の多くは、本領である伊賀・伊勢の郎等で構成されていたが、その後、西国での海賊追討・国司補任・荘園管理などを通して新たな家人を獲得したことで、畿内・瀬戸内海沿岸・九州の在地領主の比重が高まった。平治の乱以降は、源氏の基盤であった東国にも拡大していった。以下に主な家人を列記する。
- 平家貞
- 平貞能
- 平田家継
- 藤原忠清
- 平盛国
- 平盛俊
- 橘公長
- 大庭景親
- 千田親政
- 佐竹隆義
- 新田義重
- 足利忠綱
- 城資永
- 妹尾兼康
- 佐伯景弘
- 湯浅宗重
- 原田種直
- 源季貞
- 田口成良
- 田口良遠
- 武藤頼平
- 武藤資頼
- 畠山重能
- 小山田有重